# 1600年代
| 千纪： | 2千纪                                                                                            |
| 世纪： | 15世纪 \| 16世纪 \| 17世纪                                                                       |
| 年代： | 1570年代 \| 1580年代 \| 1590年代 \| 1600年代 \| 1610年代 \| 1620年代 \| 1630年代                 |
| 年份： | 1600年 \| 1601年 \| 1602年 \| 1603年 \| 1604年 \| 1605年 \| 1606年 \| 1607年 \| 1608年 \| 1609年 |

## 大事记
- 1609年 義大利物理學家、天文學家伽利略自製望遠鏡觀測天體，觀察到木星的四個衛星：木衛一、木衛二、木衛三和木衛四。伽里略的望遠鏡由凸透物鏡和凹透目鏡組成，這種望遠鏡被稱為伽利略式望遠鏡。

- 1602年 伊莉莎白時代戲劇傑作《哈姆雷特》（英語：Hamlet）又名《王子復仇記》，是莎士比亞的一部悲劇作品

## 出生
*明熹宗（1605年）